# La Voz de la Yihad
La Voz de la Yihad (Árabe: صوت الجهاد; inglés: Voice of Jihad) es un sitio web operado por los talibanes y utilizado como medio de propaganda y como portavoz de yihadistas. La web cuenta con perfiles en redes sociales como Facebook, Twitter y Telegram. El sitio web tiene derechos de autor del Emirato Islámico de Afganistán.
También es el título de una revista en línea publicada por la rama saudita de Al-Qaeda entre 2004 y 2007. Una edición del 27 de abril de 2005 de La Voz de la Yihad incluía un artículo pidiendo a sus simpatizantes que no se apropiaran del término "La Voz de la Yihad". Se publicó un número en febrero de 2007 después de una pausa de casi dos años.